# Gabriel Calamari
Gabriel Sândalo Calamari (São Bernardo do Campo, 7 de abril de 1994) é um ator e diretor brasileiro. Ganhou notoriedade em 2014 ao protagonizar o seriado Que Talento!, na Disney Channel Brasil, interpretando Champ. Em 2017, integrou o elenco de Malhação: Viva a Diferença.

## Biografia
Gabriel nasceu e foi criado em São Bernardo do Campo, filho da administradora Silvana Sândalo e do advogado Marcos Calamari, tendo como irmãos os também atores Vinícius Calamari, dez anos mais velho, e Miguel Calamari, quatro anos mais novo. Em 2003, aos nove anos, se interessou pelas artes após assistir uma peça de Oswaldo Montenegro, se inscrevendo em sua escola de teatro, a Oficina dos Menestréis. Aos doze anos passou a cursar teatro na Fundação das Artes de São Caetano do Sul, onde se formaria dois anos depois como ator. Nessa época também foi convidado para dar aulas de teatro em sua escola para outros alunos da sua idade. Em 2009 Gabriel fica sabendo que o a Cia. Os Menestréis estava buscando novos membros e decide realizar o teste, mentindo a idade, uma vez que a faixa etária mínima era de 17 anos e Gabriel ainda tinha 15. O ator passou nos testes e foi efetivado no grupo, revelando a verdade apenas quando Oswaldo desconfiou que ele era jovem demais.
Em 1º de Novembro de 2014, Gabriel Calamari, ao lado de Kim Kataguiri, Renan Santos, Frederico Rauh, Alexandre Santos, Rafael Rizzo e Rubinho Nunes, fundou o Movimento Brasil Livre (MBL), um movimento político liberal-conversador brasileiro vinculado à direito.

## Carreira
Em 2009 estreou profissionalmente como ator na peça teatral Alice e Gabriel, a qual seu pai comprou os direitos autorais para que ele protagonizasse a a montagem. Em 2013, como parte do grupo teatral Os Menestréis estrelou as peças Fim de Semana e Filhos do Brasil. No mesmo ano esteve no curta-metragem Laio, que abordava a homofobia, inspirado nos Ataques contra homossexuais em São Paulo em 2010. Em 2014 interpretou Carter na montagem brasileira de A Mansão de Miss Jane. Logo após também interpretou o Visconde de Sabugosa na peça O Vale Encantado e, na sequência, integrou o elenco de Tudo que Eu Queria te Dizer. Ainda em 2014 passou nos testes para o seriado Que Talento!, primeira produção original brasileira do Disney Channel Brasil, interpretando o protagonista Champ, um instrutor de novos talentos excêntrico e cheio de planos mirabolantes, dono da agência Barulho Talents, ótimo em em retirar o que as pessoas tem de melhor e ajudá-las a colocar em pratica. Gabriel permaneceu no seriado até 2016, protagonizando as três temporadas do mesmo. Como diretor, teve seu primeiro trabalho dirigindo o videoclipe "Black & White Woman", da banda de rock The Moondogs. Em 2015 esteve no filme Carrossel: O Filme, interpretando Alan, por quem as meninas se apaixonam.
No mesmo ano dirigiu o curta-metragem Billy Fontana, sobre a vida antes da fama de Moacyr Franco. Em 2016 fez uma participação especial na série 3%, do Netflix. Logo após se muda para a Argentina ao ser convidado para interpretar Xavi na telenovela jovem Soy Luna, que desperta o interesse romântico em Nina (personagem de Carolina Kopellioff), permanecendo no elenco nas duas primeiras temporadas. A ausência na temporada seguinte deu-se ao fato de Gabriel passar nos testes para Malhação: Viva a Diferença, vigésima quinta temporada do seriado, onde deu vida o grafiteiro Felipe. Na fase final da trama o personagem passou a sofrer ataques preconceituosos e violência física pela amizade com o personagem de Luís Galves, que era homossexual na trama.
Em 2020 esteve na série Unidade Básica, interpretando o jovem médico estagiário David. No mesmo ano, dirige seu primeiro curta-metragem independente, Desaparecido, protagonizado pelo ator Thalles Cabral.

## Vida pessoal
Em 2012 passou no vestibular de direito, instigado por seu pai advogado, mas decidiu não cursar por não se identificar com a profissão. Em 2013 começou a cursar cinema na Fundação Armando Alvares Penteado (FAAP). Em 2016 Gabriel começou namorar a atriz argentina Valeria Baroni por um ano, durante o tempo em que gravavam juntos o seriado Que Talento!, terminando em 2017 quando ela retornou a seu país de origem.

## Filmografia

### Televisão
| Ano     | Título                     | Personagem            | Notas                 |
| ------- | -------------------------- | --------------------- | --------------------- |
| 2014–16 | Que Talento!               | Charles Star (Champ)  |                       |
| 2016    | 3%                         | André Santana (jovem) | Episódio: "Vidro"     |
| 2016–17 | Soy Luna                   | Xavi                  |                       |
| 2017–18 | Malhação: Viva a Diferença | Felipe Soares Lacerda |                       |
| 2019    | Sob Pressão                | Alan Soares           | Episódio: "2 de maio" |
| 2020    | Unidade Básica             | David Campos          |                       |

### Cinema
| Ano  | Título             | Personagem  | Notas          |
| ---- | ------------------ | ----------- | -------------- |
| 2013 | Laio               | Rogê        | Curta-metragem |
| 2015 | Carrossel: O Filme | Alan Campos |                |

## Teatro
| Ano     | Título                      | Personagem           |
| ------- | --------------------------- | -------------------- |
| 2009–10 | Alice e Gabriel             | Gabriel              |
| 2013    | Fim de Semana               | Menino               |
| 2013    | Filhos do Brasil            | Léo                  |
| 2014    | A Mansão de Miss Jane       | Carter               |
| 2014    | O Vale Encantado            | Visconde de Sabugosa |
| 2015    | Tudo que Eu Queria te Dizer | Pedro                |

## Direção

### Cinema
| Ano  | Título        | Notas          |
| ---- | ------------- | -------------- |
| 2015 | Billy Fontana | Curta-metragem |
| 2020 | Desaparecido  | Curta-metragem |

### Videoclipes
| Ano  | Título                  | Artista(s)    |
| ---- | ----------------------- | ------------- |
| 2014 | "Black & White Woman"   | The Moondogs  |
| 2017 | "Living on the Outside" | Bruno Martini |